# Aenictus
Aenictus este un gen de furnică militară mare distribuită în Lumea Veche la tropice și în zonele subtropicale. Conține aproximativ 181 de specii, făcându-l unul dintre cele mai mari genuri de furnici ale lumii.

## Biologie și distribuție
Genul are în prezent 181 de specii, distribuit prin regiunile estice mediteraneene, afrotropicale, orientale, indo-australiene și australiene. Majoritatea speciilor sunt tropicale, cu habitate terestre, căutând hrană în sol, așternut de frunze, majoritatea speciilor din Asia de Sud-Est se hrănesc pe sol, iar unele pe copaci și prin vânarea altor specii de furnici și termite.
Majoritatea speciilor din gen sunt prădători specializați ai altor furnici, în special în stadii imature. Doar unele specii asiatice, cum ar fi Aenictus gracilis, Aenictus laeviceps, Aenictus hodgsoni și Aenictus paradentatus sunt cunoscute că vânează o varietate de pradă nevertebrată, inclusiv furnici, folosind un număr mare de lucrători în raiduri. Raiduri de hrană întreprinse de aceste furnici au loc atât ziua, cât și noaptea, de obicei pe suprafața solului, dar ocazional și în copaci. În timpul raidurilor, numeroși lucrători atacă mușuroaie de furnici într-o zonă mică, mai mulți lucrători coordonându-și eforturile pentru a transporta prăzile mari înapoi la mușuroi sau bivuac. Speciile de Aenictus sunt în general mici, monomorfe și galbene până la maro închis.

## Specii
- Aenictus acerbus Shattuck, 2008
- Aenictus aitkenii Forel, 1901
- Aenictus alluaudi Santschi, 1910
- Aenictus alticola Wheeler, 1930
- Aenictus ambiguus Shuckard, 1840
- Aenictus anceps Forel, 1910
- Aenictus annae Forel, 1911
- Aenictus appressipilosus Jaitrong & Yamane, 2013
- Aenictus arabicus Sharaf & Aldawood, 2012
- Aenictus aratus Forel, 1900
- Aenictus artipus Wilson, 1964
- Aenictus arya Forel, 1901
- Aenictus asantei Campione, Novak & Gotwald, 1983
- Aenictus asperivalvus Santschi, 1919
- Aenictus bakeri Menozzi, 1925
- Aenictus baliensis Jaitrong & Yamane, 2013
- Aenictus bayoni Menozzi, 1932
- Aenictus binghami Forel, 1900
- Aenictus biroi Forel, 1907
- Aenictus bobaiensis Zhou & Chen, 1999
- Aenictus bodongjaya Jaitrong & Yamane, 2011
- Aenictus bottegoi Emery, 1899
- Aenictus brazzai Santschi, 1910
- Aenictus breviceps Forel, 1912
- Aenictus brevicornis (Mayr, 1879)
- Aenictus brevinodus Jaitrong & Yamane, 2011
- Aenictus brevipodus Jaitrong & Yamane, 2013
- Aenictus buttelreepeni Forel, 1913
- Aenictus buttgenbachi Forel, 1913
- Aenictus camposi Wheeler & Chapman, 1925
- Aenictus carolianus Zettel & Sorger, 2010
- Aenictus certus Westwood, 1842
- Aenictus ceylonicus (Mayr, 1866)
- Aenictus changmaianus Terayama & Kubota, 1993
- Aenictus chapmani Wilson, 1964
- Aenictus clavatus Forel, 1901
- Aenictus clavitibia Forel, 1901
- Aenictus concavus Jaitrong & Yamane, 2013
- Aenictus congolensis Santschi, 1911
- Aenictus cornutus Forel, 1900
- Aenictus crucifer Santschi, 1914
- Aenictus currax Emery, 1900
- Aenictus cylindripetiolus Jaitrong & Yamane, 2013
- Aenictus decolor (Mayr, 1879)
- Aenictus dentatus Forel, 1911
- Aenictus diclops Shattuck, 2008
- Aenictus dlusskyi Arnol'di, 1968
- Aenictus doryloides Wilson, 1964
- Aenictus doydeei Jaitrong, Yamane & Chanthalangsy, 2011
- Aenictus duengkaei Jaitrong & Yamane, 2012
- Aenictus eguchii Jaitrong & Yamane, 2013
- Aenictus eugenii Emery, 1895
- Aenictus exilis Wilson, 1964
- Aenictus feae Emery, 1889
- Aenictus fergusoni Forel, 1901
- Aenictus foreli Santschi, 1919
- Aenictus formosensis Forel, 1913
- Aenictus fuchuanensis Zhou, 2001
- Aenictus fulvus Jaitrong & Yamane, 2011
- Aenictus furculatus Santschi, 1919
- Aenictus furibundus Arnold, 1959
- Aenictus fuscipennis Forel, 1913
- Aenictus fuscovarius Gerstäcker, 1859
- Aenictus gibbosus Dalla Torre, 1893
- Aenictus glabratus Jaitrong & Nur-Zati, 2010
- Aenictus glabrinotum Jaitrong & Yamane, 2011
- Aenictus gleadowii Forel, 1901
- Aenictus gonioccipus Jaitrong & Yamane, 2013
- Aenictus gracilis Emery, 1893
- Aenictus grandis Bingham, 1903
- Aenictus gutianshanensis Staab, 2014
- Aenictus hamifer Emery, 1896
- Aenictus henanensis Li & Wang, 2005
- Aenictus hilli Clark, 1928
- Aenictus hodgsoni Forel, 1901
- Aenictus hottai Terayama & Yamane, 1989
- Aenictus humeralis Santschi, 1910
- Aenictus huonicus Wilson, 1964
- Aenictus icarus Forel, 1911
- Aenictus idoneus Menozzi, 1928
- Aenictus inconspicuus Westwood, 1845
- Aenictus indicus Bharti, Wachkoo & Kumar, 2012
- Aenictus inflatus Yamane & Hashimoto, 1999
- Aenictus itoi Jaitrong & Yamane, 2013
- Aenictus jacobsoni Forel, 1909
- Aenictus jarujini Jaitrong & Yamane, 2010
- Aenictus javanus Emery, 1896
- Aenictus jawadwipa Jaitrong & Yamane, 2013
- Aenictus khaoyaiensis Jaitrong & Yamane, 2013
- Aenictus kutai Jaitrong & Wiwatwitaya, 2013
- Aenictus laeviceps (Smith, 1857)
- Aenictus latifemoratus Terayama & Yamane, 1989
- Aenictus latiscapus Forel, 1901
- Aenictus leliepvrei Bernard, 1953
- Aenictus leptotyphlatta Jaitrong & Eguchi, 2010
- Aenictus levior (Karavaiev, 1926)
- Aenictus lifuiae Terayama, 1984
- Aenictus longi Forel, 1901
- Aenictus longicephalus Jaitrong & Yamane, 2013
- Aenictus longinodus Jaitrong & Yamane, 2012
- Aenictus luteus Emery, 1892
- Aenictus luzoni Wheeler & Chapman, 1925
- Aenictus maneerati Jaitrong & Yamane, 2013
- Aenictus mariae Emery, 1895
- Aenictus mauritanicus Santschi, 1910
- Aenictus mentu Weber, 1942
- Aenictus minimus Jaitrong & Hashimoto, 2012
- Aenictus minipetiolus Jaitrong & Yamane, 2013
- Aenictus minutulus Terayama & Yamane, 1989
- Aenictus mocsaryi Emery, 1901
- Aenictus moebii Emery, 1895
- Aenictus montivagus Jaitrong & Yamane, 2011
- Aenictus mutatus Santschi, 1913
- Aenictus nesiotis Wheeler, 1930
- Aenictus nganduensis Wilson, 1964
- Aenictus nishimurai Terayama & Kubota, 1993
- Aenictus obscurus Smith, 1865
- Aenictus orientalis (Karavaiev, 1926)
- Aenictus pachycerus (Smith, 1858)
- Aenictus pangantihoni Zettel & Sorger, 2010
- Aenictus paradentatus Jaitrong, Yamane & Tasen, 2012
- Aenictus parahuonicus Jaitrong & Yamane, 2011
- Aenictus peguensis Emery, 1895
- Aenictus pfeifferi Zettel & Sorger, 2010
- Aenictus pharoa Santschi, 1924
- Aenictus philiporum Wilson, 1964
- Aenictus philippinensis Chapman, 1963
- Aenictus piercei Wheeler, 1930
- Aenictus pilosus Jaitrong & Yamane, 2013
- Aenictus pinkaewi Jaitrong & Yamane, 2013
- Aenictus porizonoides Walker, 1860
- Aenictus powersi Wheeler, 1930
- Aenictus prolixus Shattuck, 2008
- Aenictus pubescens Smith, 1859
- Aenictus punctatus Jaitrong & Yamane, 2012
- Aenictus punctiventris Emery, 1901
- Aenictus punensis Forel, 1901
- Aenictus rabori Chapman, 1963
- Aenictus raptor Forel, 1913
- Aenictus reyesi Chapman, 1963
- Aenictus rhodiensis Menozzi, 1936
- Aenictus rixator Emery, 1901
- Aenictus rotundatus Mayr, 1901
- Aenictus rotundicollis Jaitrong & Yamane, 2011
- Aenictus rougieri André, 1893
- Aenictus sagei Forel, 1901
- Aenictus schneirlai Wilson, 1964
- Aenictus shillongensis Mathew & Tiwari, 2000
- Aenictus shuckardi Forel, 1901
- Aenictus siamensis Jaitrong & Yamane, 2011
- Aenictus silvestrii Wheeler, 1929
- Aenictus sonchaengi Jaitrong & Yamane, 2011
- Aenictus soudanicus Santschi, 1910
- Aenictus spathifer Santschi, 1928
- Aenictus steindachneri Mayr, 1901
- Aenictus stenocephalus Jaitrong, Yamane & Wiwatwitaya, 2010
- Aenictus subterraneus Jaitrong & Hashimoto, 2012
- Aenictus sulawesiensis Jaitrong & Wiwatwitaya, 2013
- Aenictus sumatrensis Forel, 1913
- Aenictus sundalandensis Jaitrong & Yamane, 2013
- Aenictus thailandianus Terayama & Kubota, 1993
- Aenictus togoensis Santschi, 1915
- Aenictus trigonus Forel, 1911
- Aenictus turneri Forel, 1900
- Aenictus vagans Santschi, 1924
- Aenictus vaucheri Emery, 1915
- Aenictus vieti Jaitrong, Yamane & Wiwatwitaya, 2010
- Aenictus villiersi Bernard, 1953
- Aenictus watanasiti Jaitrong & Yamane, 2013
- Aenictus wayani Jaitrong & Yamane, 2011
- Aenictus weissi Santschi, 1910
- Aenictus westwoodi Forel, 1901
- Aenictus wilaiae Jaitrong & Yamane, 2013
- Aenictus wilsoni Bharti, Wachkoo & Kumar, 2012
- Aenictus wiwatwitayai Jaitrong & Yamane, 2013
- Aenictus wroughtonii Forel, 1890
- Aenictus wudangshanensis Wang, 2006
- Aenictus yamanei Wiwatwitaya & Jaitrong, 2011
- Aenictus zhengi Zhang, 1995